# Khu vực hoãn xung

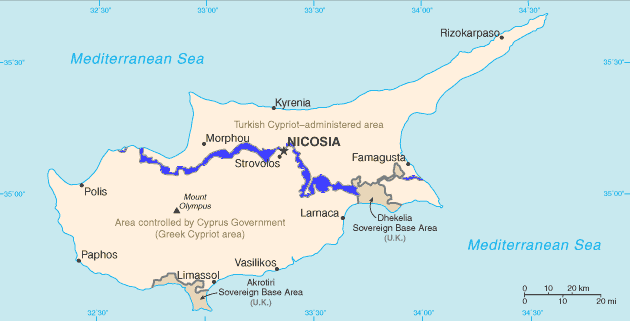
Bản đồ khu vực hoãn xung hiện nay ở Síp, ngăn cách Cộng hoà Síp ở miền nam và Cộng hoà Bắc Síp Thổ Nhĩ Kì ở miền bắc.

Khu vực hoãn xung (chữ Anh: buffer zone), hoặc gọi là khu vực trung lập, là thuật ngữ địa chính trị, chỉ khu vực bị kẹp giữa các nước lớn vì mục đích né tránh xung đột vũ trang trực tiếp với nhau mà đặt định. Khi hai hoặc nhiều nước lớn bành trướng đối ngoại, vào thời điểm lực lượng hai bên tương đối ngang nhau, để né tránh xung đột vũ trang trực tiếp với nhau, tự tiện đem nước nhỏ nằm giữa hai bên phân định thành khu vực hoãn xung. Bằng cách kẹp giữa một khu vực kiểu này, nó có tác dụng hoà hoãn xung đột giữa các quốc gia đối lập. Loại hình phổ biến của khu vực hoãn xung là khu phi quân sự, khu biên phòng, khu địa dịch hạn chế và vành đai xanh. Vành đai xanh dùng để ngăn cách khu dân cư với khu công nghiệp, khu bảo tồn thiên nhiên, khu vực hạn chế phát triển xung quanh di sản thế giới hoặc di sản văn hoá.

## Tóm tắt

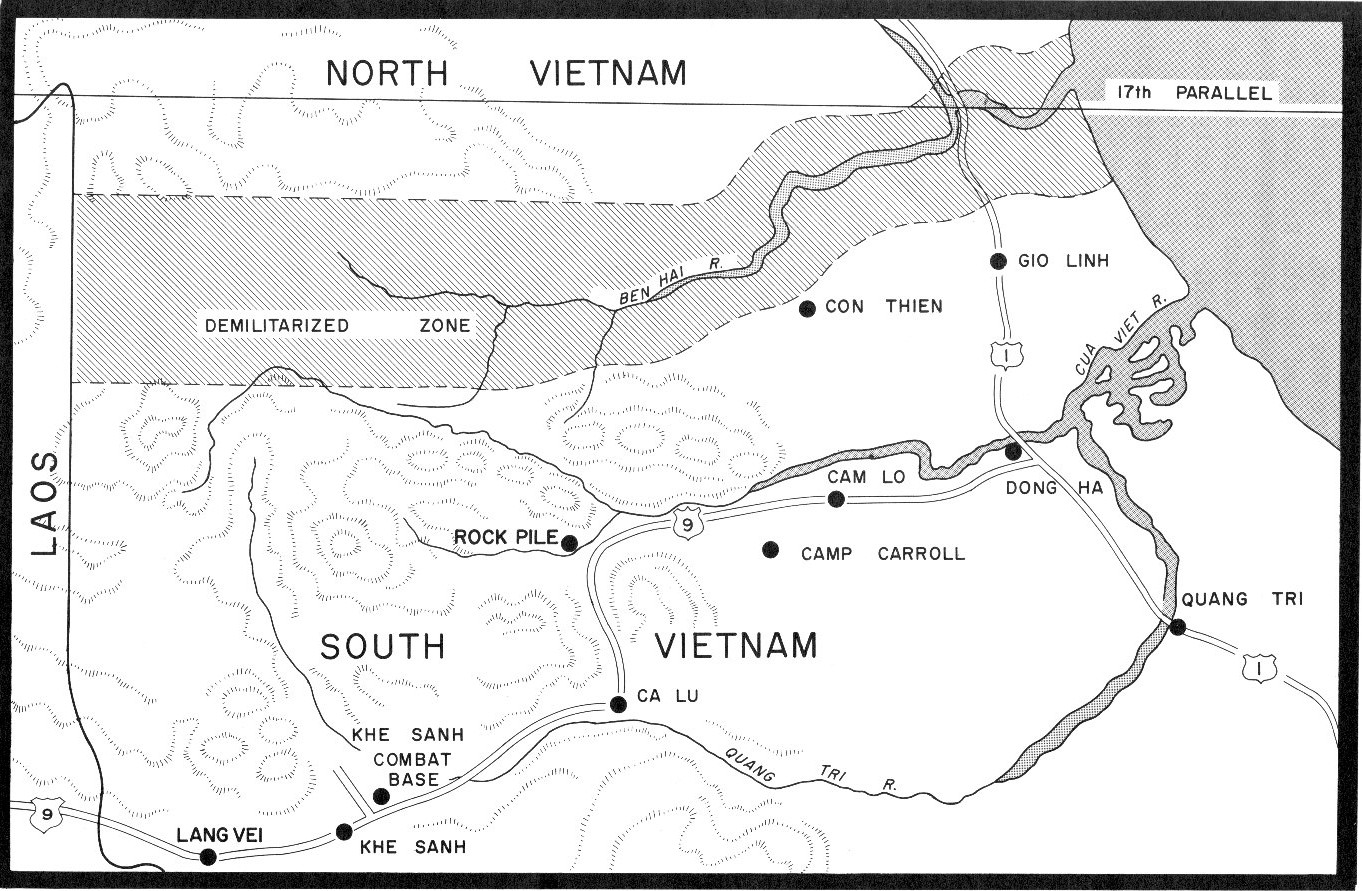
Đường phân chia khu phi quân sự Nam - Bắc Việt Nam trong Chiến tranh Việt Nam.

Trong lịch sử quan hệ quốc tế, "nước hoãn xung" hay "khu vực hoãn xung" từng được sử dụng phổ biến, thí dụ như Afghanistan nằm giữa Sa quốc Nga và Ấn Độ thuộc Anh, Thái Lan nằm giữa Miến Điện thuộc Anh và Đông Dương thuộc Pháp, dù ở thời điểm hiện tại, Ukraina cũng được coi là "nước hoãn xung" giữa NATO và Nga. Liên quan đến "nước hoãn xung" hay "khu vực hoãn xung" trong an ninh biên giới của Trung Quốc, trước mắt trong dân gian hay dư luận mạng xã hội chủ yếu có ba phương diện tranh luận, một là có cần "nước hoãn xung" kiểu như Triều Tiên nằm giữa Hoa Kỳ và Trung Quốc hay không, hai là có cần "nước hoãn xung" kiểu như Mông Cổ nằm giữa Nga và Trung Quốc hay không hoặc là có có cần "nước hoãn xung" kiểu như Nepal và Bhutan nằm giữa Ấn Độ và Trung Quốc hay không, ba là có cần "nước hoãn xung" kiểu như Bắc Miến nằm giữa Trung Quốc và Myanmar hay không.
Người ta nói rằng Đông Âu và Đông Nam Á được công nhận là khu vực hoãn xung giữa các cường quốc trên thế giới. Trong thời kì Chiến tranh Lạnh, những khu vực nằm trên ranh giới giữa khối kinh tế tư bản chủ nghĩa và khối cộng sản chủ nghĩa thường xuyên bị xáo trộn về chính trị trong Hệ thống Yalta. Halford Mackinder cảnh báo sự bành trướng của Đông Đức và Liên Xô là mối uy hiếp đối với các nước ven biển - đại dương như Mỹ và Anh, ông được biết đến là người chủ trương thiết lập khu vực hoãn xung để ngăn chặn sự bành trướng của Đông Đức và Liên Xô, đồng thời chủ trương sử dụng lí thuyết "khu vực hoãn xung" một cách có chiến lược.
Trung Quốc mặc dù cách xa ngàn dặm với Hoa Kỳ, nhưng sau Thế chiến II Hoa Kỳ đóng quân ở Hàn Quốc và Nhật Bản trong một khoảng thời gian dài, uy hiếp nền an ninh đối với Trung Quốc là điều rõ ràng dễ thấy, cho nên Triều Tiên luôn luôn bị một số người coi là nước hoãn xung ở giữa Hoa Kỳ và Trung Quốc. Tuy nhiên căn cứ vào tổng kết của các học giả, nước hoãn xung cần phải có ba phương diện đặc trưng, một là nằm giữa các cường quốc về phương diện địa lí, hai là chỉ đủ tự vệ mà không đủ để phá vỡ cân bằng quyền lực về thực lực, ba là hoàn toàn trung lập không ngả đổ về bất kì bên nào về chính sách ngoại giao, trong đó yếu tố có ý nghĩa quyết định là ngoại giao trung lập và thực lực nhược tiểu vào đúng thời điểm. Từ định nghĩa kể trên cho thấy rằng, Triều Tiên rõ ràng không có đủ đặc trưng của nước hoãn xung, vì nguyên do Triều Tiên toan tính mưu cầu vị thế nước lớn cho bản thân thông qua việc sở hữu vũ khí hạt nhân, hơn nữa Triều Tiên hoàn toàn không thi hành chính sách ngoại giao chủ nghĩa trung lập giữa Trung Quốc và Hoa Kỳ. Ngoài ra, trong Chiến tranh Vùng Vịnh bùng phát vào tháng 1 năm 1991, việc sử dụng phổ biến thông tin hoá và vũ khí công nghệ cao, khiến cho khoảng cách địa lí và vai trò lục quân giảm sút mạnh mẽ. Do đó, nếu giữa các nước lớn phát sinh xung đột, Triều Tiên không cần phải đóng vai trò né tránh xung đột trực tiếp giữa các nước lớn hoặc là tranh thủ thời gian chuẩn bị để ứng phó quân thù. Tất nhiên, vai trò của Triều Tiên trong an ninh biên giới Trung Quốc không thể giải thích đơn giản bằng cách áp dụng phỏng theo khái niệm "nước hoãn xung".
Mặc dù trong điều kiện lịch sử mới, công nghệ quân sự và mô hình tác chiến đều phát sinh thay đổi cực kì to lớn, nhưng không có nghĩa là "khu vực hoãn xung" hay "nước hoãn xung" hoàn toàn mất hẳn tác dụng. Ví dụ điển hình nhất là Ukraina nằm giữa NATO và Nga. Do bị Mỹ và Nga chèn ép một khoảng thời gian dài, Ukraina vừa không muốn làm mất lòng Nga, cũng không muốn thoát khỏi sự phụ thuộc vào Mĩ, nhưng mà chính sách thuận lợi mọi bề kiểu này rất khó vận dụng hiệu quả trong quá trình thực hiện, bởi vì NATO do Hoa Kỳ đứng đầu không thể từ bỏ mục tiêu đã định là kết nạp Ukraina, để thu hẹp không gian chiến lược địa chính trị của Nga; Nga cũng không thể từ bỏ Ukraina, phải duy trì một tuyến đường hoặc một bàn đạp cho khả năng "Tây tiến" trong tương lai. Cứ thế mà suy ra, đối với mối quan hệ nước lớn chung quanh như Nga và Trung Quốc, Ấn Độ và Trung Quốc mà nói, Mông Cổ và các nước Trung Á duy trì trung lập thì có lợi cho sự ổn định của quan hệ Nga –Trung. Nói cách khác, Mông Cổ, Nepal, Bhutan và các nước Trung Á có thể đóng vai trò "khu vực hoãn xung" hay "nước hoãn xung" trong an ninh biên giới Trung Quốc.

## Chú ý
1. ↑  Bắc Miến, hoặc gọi là Thượng Myanmar, chủ yếu do các tỉnh như Magway, Mandalay, Sagaing và các bang như Chin, Kayah, Shan hợp thành. Bang Shan không chỉ là chỗ di cư chủ yếu của di dân người Hoa từ Vân Nam sang, mà còn là một khu vực phức tạp và nhạy cảm, chủ yếu do đợt di dân mới của người Hoa trong mấy năm gần đây ồ ạt nhập cư. Sắc tộc chủ yếu của bang Shan là người Shan và người Thái (Trung Quốc) - cùng một sắc tộc với người Thái (Thái Lan), tồn tại mâu thuẫn rất dài với người Miến. Phía nam bang Shan có tồn tại lực lượng vũ trang chủ trương li khai độc lập, phía tây có khu vực Tam giác Vàng nổi tiếng giáp giới với Thái Lan và Lào, phía bắc tiếp giáp Trung Quốc, vừa là căn cứ cách mạng của đảng Cộng sản Myanmar trong lịch sử vừa là khu tập trung người Kokang (người Hán) trong lãnh thổ Myanmar.

Bang Shan ở Myanmar có bốn đặc khu, tất cả đều do đảng Cộng sản Myanmar chia tách mà ra. từ sau năm 1986 đến năm 1989, đảng Cộng sản Myanmar tan rã triệt để, nơi cai quản vũ trang thuộc nó trước đây từ một mà chia cắt làm bốn, trở thành đặc khu thứ nhất Kokang, đặc khu thứ hai bang Wa, đặc khu thứ ba Kachin và đặc khu thứ tư Mong La.